# Percy Fernández
Percy Fernández ist der Bürgermeister der bolivianischen Stadt Santa Cruz de la Sierra.
Fernández fiel mehrmals durch seine ablehnende Haltung gegenüber Journalisten auf. So soll er einem Journalisten, nach einer Nachfrage zu der Neuordnung des Wochenmarkts, mit dem Tod bedroht haben. Der örtliche Journalistenverband erstattete Strafanzeige wegen Todesdrohungen.